# 宝华韦健
宝华韦健（英語：Bowers＆Wilkins，简称B＆W）是一家生产音频设备的英国公司。宝华韦健由约翰·鲍尔斯（John Bowers）于1966年在英格兰西萨塞克斯郡沃辛（Worthing）成立。
宝华韦健之前以Aura品牌提供例如放大器等一系列电子产品，但在1997年停产。其他子品牌包括Active One扬声器和前置放大器的“John Bowers”和生活方式扬声器系列的“Rock Solid”。B＆W用于“Pod”扬声器的“Blue Room”品牌消失了，目前由Scandyna生产和销售。 从1988年到1996年，宝华韦健经营着自己的唱片公司。B＆W集团于2018年1月将其在Classéhifi电子产品中的股份出售给Sound United LLC。
2020年10月，Sound United（原DEI Holdings）收购了宝华韦健。
2022年，Sound United被美国公司Masimo收购。
2025年5月7日，Masimo宣布将其消费音频部门以3.5亿美元的价格出售给三星电子的子公司哈曼国际。